# 太洋電機産業
太洋電機産業株式会社（たいようでんきさんぎょう）は、広島県福山市に本社を置く、はんだごて及びはんだ付け関連製品を製造・販売する企業である。

## 概要
昭和40年（1965年）に広島県福山市草戸町で電気はんだごて及び関連製品の製造販売を目的として創業。グットあるいはgoot ブランドとして認知されている。はんだごての日本国内トップメーカー。社名の由来は「グットくる」という言葉が創業当時流行していたからだと言う。
福山の本社・工場に東京・大阪・新潟の3営業所で日本国内の市場をほぼカバーしており、アジア、東南アジア、南ヨーロッパ、オーストラリア、ニュージーランド、中南米、アフリカ、中近東、など日本国外に代理店を設置。取引のある国は世界中に60か国以上を数える。商社等を介さない直接貿易が中心で、一国一代理店を原則としている。

## 営業所
本社営業部
〒720-0092 広島県福山市山手町5丁目23-1
配送センター
〒720-0092 広島県福山市山手町5丁目23-1
東京営業所
〒110-0016 東京都台東区台東2丁目25-6 OHWADAビル1階
大阪営業所
〒556-0005 大阪市浪速区日本橋東1丁目12-12 レジェンドール日本橋東1F
新潟営業所
〒955-0071 新潟県三条市西四日町3丁目5-10
マレーシア
Taiyo Electric Industries Sdn. Bhd. No.14-1, Persiaran Bayan Indah, Bayan Bay, 11900 Penang, Malaysia

## 営業品目
SMT関連製品、温調ハンダこて、セラミックハンダこて、ニクロムハンダこて、即熱ハンダこて、鉛フリーはんだこて、 SMTリワークシステム、リフロー炉、マウンタ、ハンダこて台、こて先、ハンダ、フラックス、ペースト、ハンダづけ関連製品、学校教材、特殊ヒータ、ホビー関連製品

## 沿革
- 1965年4月 - 福山市草戸町にて電気半田こて及び関連製品の製造販売を目的に設立。
- 1965年4月 - 東京都台東区上野に東京営業所を開設
- 1972年9月 - 福山市山手町に本社、工場を移転
- 1976年4月 - 第一事業部と第二事業部の事業部制設立
- 1981年8月 - 第三工場完成
- 1983年8月 - 大阪市浪速区日本橋に大阪営業所開設
- 1984年6月 - UL工場認可
- 1985年5月 - オンライン新設（東京-大阪-新潟-福山）
- 1986年8月 - 新潟県三条市に新潟営業所開設
- 1989年5月 - 第二事業部は会社を存続し、第一事業部は独立会社を設立。藤井至が代表取締役社長に就任
- 1989年5月 - 本社所在地を広島県福山市山手町2丁目30番地に届出。
- 1989年10月 - 配送センター新築
- 1993年5月 - 全社受注から生産までのTOTAL ENTRY SYSTEM「GOOTシステム」稼働
- 1994年10月 - DTPデザインシステム導入
- 1997年10月 - 宮城県仙台市に仙台出張所開設
- 1999年9月 - 佐賀県鳥栖市に九州出張所開設
- 2001年9月 - 営業統合により仙台出張所を閉鎖
- 2002年11月 - 本社と配送住居表示変更
- 2002年12月 - 本決算を12月に変更
- 2004年4月 - 本社営業統合により九州出張所閉鎖
- 2003年8月 - ISO 9001: 2000認証取得
- 2006年6月 - 東京営業所OHWADAビルに移転
- 2008年9月 - 先代社長　藤井至死去にともない片岡義男が新社長に就任

## 関連会社
昭和51年（1976年）から第一事業部、第二事業部と2事業部制をとっていたが、平成元年（1989年）に第一事業部が独立し新会社を設立。現在、陶芸機器メーカーグット電機株式会社（別会社）となっている。